# Paulo Torres
Pour les articles homonymes, voir Torres.
Paulo Torres, de son nom complet Paulo Manuel Banha Torres, est un footballeur portugais né le 25 novembre 1971 à Évora.

## Carrière joueur
- 1989-1995 : Sporting Clube de Portugal ( Portugal)
- 1995-1996 : Sporting Clube Campomaiorense ( Portugal)
- 1996-1998 : UD Salamanca ( Espagne)
- Jui 1998-Déc 1998 : Rayo Vallecano ( Espagne)
- Jan 1999 - Juin 1999 : Grupo Desportivo de Chaves ( Portugal)
- 1999-2000 : Club Deportivo Leganés ( Espagne)
- 2000-2001 : Sport Clube União Torreense ( Portugal)
- 2001-2002 : Futebol Clube Penafiel ( Portugal)
- 2002-2003 : Imortal Desportivo Clube ( Portugal)

## Palmarès
- Champion du monde des moins de 21 ans (1991)
- Coupe du Portugal de football : 1995

## Carrière sélectionneur
- jan. 2014-déc. 2016 :  Guinée-Bissau